# Нсуэ Нсуа, Мануэль Оса
Д. Мануэль Оса Нсуэ Нсуа (исп. D. Manuel Osa Nsue Nsua; род. 21 июля 1976, Андом-Онванг, Нсок-Нсомо) — политик и банкир Экваториальной Гвинеи. Премьер-министр Экваториальной Гвинеи с 17 августа 2024 года. Ранее он занимал пост главы национального банка с 2012 года до своего назначения премьер-министром.

## Ранняя жизнь
Оса родился 21 июля 1976 года в Андом-Онванге, муниципалитет Нсок-Нсомо, Экваториальная Гвинея. В возрасте шести лет он переехал в Испанию, чтобы жить со своей сестрой в Пальма-де-Мальорке. В Испании он получил степень бакалавра, а затем поступил в Университет Балеарских островов, изучая бизнес и экономику. Получил учёные степени в обеих областях, а затем продолжил обучение в Университете Пумпеу Фабра, где в 2005 году получил степень магистра в области финансового менеджмента и бухгалтерского учёта.

## Карьера
После окончания университета Пумпеу Фабра Оса некоторое время работал в Главном управлении экономики Автономного сообщества Балеарских островов, а затем в 2005 году присоединился к банку Santander. Работая в филиале в Пальма-де-Майорке, он прошёл путь от менеджера по работе с клиентами до исполнительного директора и генерального директора филиала. На этой должности он курировал операции банка в четырёх зонах, а также помогал принимать решения в мадридском офисе.
В 2012 году Оса вернулся на родину и стал главным исполнительным директором Национального банка Экваториальной Гвинеи (BANGE). Банк, расположенный в Малабо, является единственным частным кредитором со штаб-квартирой в Экваториальной Гвинее. Оса возглавил BANGE, когда тот был на грани банкротства, и успешно вывел его из кризиса, а Jeune Afrique назвал его «спасителем» банка. Как генеральный директор, он руководил масштабным расширением банка, достигнув к 2017 году 22 филиалов и открыв в том же году свой первый офис в Испании. К 2019 году отделения были открыты во всех округах страны, кроме двух. Помимо руководства банком в Экваториальной Гвинее, Оса также входил в совет директоров его отделения в Камеруне.
Оса получил несколько наград за своё руководство BANGE. В 2016 году он был признан лучшим исполнительным директором в банковской сфере Экваториальной Гвинеи, а BANGE был признан банком года в стране в рамках премии Global Banking & Finance Awards. В 2017 году издание The Banker назвало BANGE банком года в Экваториальной Гвинее, подчеркнув его стабильность, несмотря на обвал рынка. В 2019 году Оса также получил награду от африканского банка. В 2022 году журнал The Banker снова назвал BANGE банком года в стране. Оса также работал в бизнес-школе Bange в качестве председателя совета директоров, начиная с 2020 года.
16 августа 2024 года президент Теодоро Обианг Нгема Мбасого назначил Осу следующим премьер-министром Экваториальной Гвинеи, сменив Мануэлу Року Ботей, которая ушла в отставку вместе с остальными членами правительства из-за «неэффективности». В указе президента Оса был назначен ответственным за «административную координацию» в стране. Его назначение было произведено, когда страна вступила в экономический кризис.

### Комментарии
1. ↑  Назначение Осы состоялось 16 августа, хотя первоначально об этом было объявлено 17 августа, и неясно, в какой день он вступил в должность[1][2][3].